# Iampil (oblast de Donetsk)
Iampil (en ukrainien : Ямпіль, en russe : Ямполь, Iampol) est une commune urbaine de l'est de l'Ukraine, dans l'oblast de Donetsk, dépendante du raïon de Kramatorsk. Elle était peuplée de 1902 habitants en 2022.

## Géographie
La commune est située sur la rive nord de la rivière Donets, principal affluent du fleuve Don. Elle se trouve à 36 km au nord de la ville de Kramatorsk, et à 105 km au nord de celle de Donetsk.